# Lycoderes mitrata
Lycoderes mitrata är en insektsart som beskrevs av Ernst Friedrich Germar. Lycoderes mitrata ingår i släktet Lycoderes och familjen hornstritar. Inga underarter finns listade i Catalogue of Life.